# Viking – Der ultimative Hindernislauf
Viking – Der ultimative Hindernislauf (jap. 海筋肉王 ～バイキング～, Kaikinnikuō – Viking, dt. „Meeresmuskelkönig(e) – Wikinger“) ist eine japanische Sport-Gameshow. 
Die wurde von Fuji TV und Monster9 produziert und vom 3. April 2005 bis 25. März 2007 von ersterem ausgestrahlt. ESPN2 strahlte die Serie ab 2006 aus, während die deutsche Erstausstrahlung am 3. März 2008 auf Eurosport stattfand. 
In der Tradition eines Extrem-Hindernislaufs mussten auf Zeit verschiedene Hindernisse überwunden werden.
Seit dem 1. April 2014 läuft auf Fuji TV eine Prominenten-Version namens Viking.